# Палата собрания Барбадоса
Палата собрания (англ. House of Assembly) — нижняя палата двухпалатного парламента Барбадоса.

## История
Когда Палата собрания была создана в 1660 году, она состояла из 22 представителей, избиравшиеся на двухлетний срок по два члена палаты от каждого прихода. В 1843 году в Бриджтауне был создан дополнительный приход, в результате чего общее количество мест достигло 24. В 1937 году срок полномочий был увеличен до трёх лет, а затем в 1951 году до пяти лет. Именно в этот год прошли первые всеобщие выборы. С 1971 года была принята действующая система одномандатных округов. Число округов с тех пор неуклонно увеличивалось: до 27 в 1981 году, до 28 в 1991 году, а затем до 30 с 2003 года.

## Избирательная система
Тридцать депутатов нижней палаты парламента Барбадоса избираются на 5 лет по системе относительного большинства в одномандатных округах.